# باد زاکسا
شهر باد زاکسا در ایالت نیدرزاکسن در کشور آلمان واقع شده است.